# Israel Finkelstein
Israel Finkelstein (Petah Tiqwa, 29 marzo 1949) è un archeologo israeliano.
Israel Finkelstein (ebraico: ישראל פינקלשטיין), attualmente è Professore [della cattedra intitolata a] "Jacob M. Alkow" d'Archeologia d'Israele dell'Età del Bronzo e del Ferro all'Università di Tel Aviv ed è anche condirettore degli scavi a Megiddo, nelle regioni settentrionali israeliane. Precedentemente aveva operato come direttore del Sonia and Marco Nadler Institute of Archaeology dell'Università di Tel Aviv dal 1996 al 2002. Nel 2005 ha ricevuto il Premio Dan David.
Nato a Petah Tiqwa, ha completato i suoi studi nell'Università di Tel Aviv, redigendo la sua tesi di Ph.D. sugli scavi di Izbet Sartah, dei quali è stato direttore operativo.

## Controversie
Finkelstein è specializzato in archeologia vicino-orientale dell'antica storia della terra d'Israele. Ha espresso le sue critiche nei confronti della prima generazione di studiosi che avevano interpretato i risultati delle loro campagne di scavo come conferme della narrazione biblica della conquista della Palestina. Finkelstein s'è guadagnato una solida reputazione di "attira fulmini", a causa delle controversie scatenatesi a seguito delle sue considerazioni e delle sue prese di posizione. In particolare, hanno creato scalpore le sue considerazioni sulla Gerusalemme del X secolo a.C., il periodo cioè associato ai re biblici David e Salomone, in cui la Città Santa sarebbe stata a suo parere non più di un puro e semplice 'villaggio' o un centro tribale, scatenando una discussione critica assai vivace.
Sebbene abbia respinto la posizione ultra-minimalista, che colloca la composizione della Bibbia nel periodo persiano achemenide o in quello greco ellenistico, cioè dopo il rientro degli ebrei dall'esilio babilonese, Finkelstein sostiene che molto di quanto si legge sulla Bibbia è stato scritto tra il VII secolo a.C. e il V, proponendo di fatto una "cronologia breve" per la storia biblica d'Israele.
Nonostante la sua sfiducia nell'approccio letterale alla storia biblica, Finkelstein crede però che «...nuove scoperte archeologiche non dovrebbero erodere il senso della tradizione e dell'identità di ciascuno (New archaeological discoveries should not erode one's sense of tradition and identity)».

## Pubblicazioni principali
- The Archaeology of the Israelite Settlement, Jerusalem: Israel Exploration Society, 1988.
- The Archaeology of the United Monarchy: An Alternative View, Levant 28 (1996).
- Living on the Fringe, 1995.
- The Bible Unearthed: Archaeology's New Vision of Ancient Israel and the Origin of Its Sacred Texts, 2001, The Free Press, New York City, ISBN 0-684-86912-8. Traduzione italiana: Israel Finkelstein e Neil Silbermann, Le tracce di Mosè. La Bibbia tra storia e mito, Carocci, Roma 2002 e 2011, ISBN 978-8843060115.
- David and Solomon: In Search of the Bible's Sacred Kings and the Roots of the Western Tradition, 2006, ISBN 0-7432-4362-5.
- The Quest for the Historical Israel: Debating Archeology and the History of Early Israel, 2007, Society of Biblical Literature, Atlanta, ISBN 978-1-58983-277-0.
- The Forgotten Kingdom: The Archaeology and History of Northern Israel, Traduzione: Il regno dimenticato: Israele e le origini nascoste della Bibbia, Carocci, Roma, 2014